# 怪艇ポセイドン
『怪艇ポセイドン』（かいていポセイドン）は、枡谷タケシによる日本の漫画。『週刊少年ジャンプ』（集英社）において、1978年22号から同年30号まで連載された。赤間船長が発明した超技術の塊の船ポセイドン号の活躍を描いた漫画で、連載当時の核兵器に対する警鐘や生物保護、そして難民（元ネタはベトナム難民）についてなどが題材となっている。

## あらすじ
南硫黄島で遭難したポセイドン号赤間船長は海上保安庁の測量船に保護されたが、そこを脱出して同じく遭難中の漁船東明丸の乗組員を助けた。新たに乗組員を加えたポセイドン号は巡視船の対潜ミサイル「アスロック」をも迎撃に成功し海上保安庁から緊急時巡視艇として雇われることになった。小笠原諸島沖の「魔の海域（ドラゴントライアングル）」の担当となったポセイドンは航行中に遭遇したアメリカの原子力潜水艦と交戦。脈流電磁波で原潜のトマホークを防いだポセイドン号は満月の夜に魔の海域で起きる大渦を利用して原潜の追跡を逃れた。その後金持ちの御曹司の放ったモリで負傷して凶暴化したメカジキを退治したポセイドン号はアメリカの核弾頭を装備したICBM（大陸間弾道弾）タイタンIIが東京に向けて誤射されたことを知る。他に手の無い中で赤間船長はポセイドン号のレーザー砲での迎撃を敢行。テロ組織の妨害にも屈せず大気圏突入前のタイタンII弾道の破壊に成功した。内戦の続くK国からの難民船を攻撃する謎の怪光の報を受けたポセイドン号はレーザー砲を備えたK国の戦闘機を撃破して難民を救った。総理大臣を威嚇して難民の日本への受け入れを認めさせた赤間船長たちはポセイドン号とともに海の警備に戻っていったのだった。

## 登場人物

### ポセイドン号乗組員
赤間天雷（あかま てんらい）
ポセイドン号の建造者かつ船長。年齢不詳。「そだちも死に場所もこの太平洋だ」とは本人の弁。口元に蓄えたひげが特徴。冷静沈着、そして独特の科学力で発明した反重力マルチブルエンジンを基にポセイドン号を建造。太平洋を自在に行き来していた。
石田入鹿（いしだ いるか）
銚子の漁師で漁船東明丸に乗り組んでいた少年。父親は銚子のカンヅメ工場で働いている。東明丸の難破時にポセイドン号に助けられポセイドン号のレーザー砲の砲手に任命される。
村田（むらた）
銚子出身で東明丸に乗り込んでいた19歳の利発そうな青年。物理学が得意でメカキチ。東明丸の難破時にポセイドン号に助けられ機関士となる。
荒本（あらもと）
銚子の網元の息子。大阪生まれの19歳。村田とは高校で同級生だった。東明丸の難破時にポセイドン号に助けられ機関士となる。
土方（ひじかた）
銚子の漁師で東明丸の持ち主。東明丸の難破時にポセイドン号に助けられ乗組員となるが影は薄い。

### その他の登場人物
巡視船の艦長
海上保安庁の巡視船「うらが」の艦長。遭難していた赤間船長を尋問し、その後ポセイドン号との交戦を経て、海上保安庁の意思をポセイドン号に伝える役柄となる。
アメリカの原子力潜水艦の艦長
マッカーサーのようなサングラスに口ひげの原潜艦長。公海を航行中だったポセイドン号と接触し、領海侵犯常習犯だったポセイドン号と交戦するが魔の海域の大渦に巻き込まれて見失う。
御曹司
四菱銀行会長の御曹司で大型クルーザー「シーラ号」に乗る。自慢の黄金のモリでメカジキを刺して暴走させてしまった。
日本国首相1
東京に向けて誤射されたICBMタイタンIIの迎撃のためにアメリカ、ソ連（当時）と交渉する。
日本国首相2
日本国首相1とは別人。赤間船長が保護した難民の受け入れを渋ったが赤間船長の威嚇とICBM迎撃の功績を容れて最終的に受け入れに同意した。
K国難民の家族
ボートピープルとして日本近海にたどり着いたところでK国のレーザー砲装備戦闘機に襲われたがポセイドン号に助けられた。

## 登場する艦船・兵器など
ポセイドン号
赤間船長が発明した反重力エンジンで動く高速船。原型は魚雷艇。
＜ポセイドン号のスペック・仕様＞
1. 船体は魚雷艇
2. 全長35.48メートル、全幅10.5メートル
3. 基準排水量約100トン
4. エンジンは磁力を燃料とする反重力マルチブルエンジン2基を動力とするがバッテリーでの航行も可能。
5. 最高速度は約90ノット（時速約170キロ）強
6. 舷側から反重力エンジンから発生する脈流電磁波を放出してミサイルなどのレーダー機能を妨害することが出来る。その出力は9000VA以上（アメリカのB52爆撃機の発電出力）の発電機相当。
7. 前甲板に収納可能なレーザー砲を装備。レーザー砲はポセイドン号の対空・海上レーダーと接続してレーダーレーザー砲として機能する。また自衛隊のデータ中継装置と接続することで宇宙空間の物体の迎撃も可能。
8. レーザー砲の出力は100万KW相当以上。
9. 艦底には磁気渦動（ボーテクス）発生装置使用時の乗務員の避難場所がある。
10. 磁気渦動（ボーテクス）発生装置は漫画中では使われないため詳細は不明。
11. 船尾には40mm機関砲を装備。

巡視船「するが」
赤間船長を保護した巡視船。後に海上保安庁とポセイドン号の連絡役となる。
対潜ミサイル「アスロック」を装備しポセイドン号に発射したがレーザー砲で撃破された。
漁船「東明丸」
土方所有の漁船で太平洋側で遭難。救助に来たポセイドン号に乗組員は救助されたが村田に誤って操作されたポセイドン号が暴走して船体を真っ二つにしてしまった。
アメリカの原子力潜水艦
魔の海域近くでポセイドン号と遭遇し、領海侵犯常習犯であったポセイドン号を拿捕しようとした。
魚雷そしてトマホークを装備するがトマホークはポセイドン号の脈流電磁波で軌道を狂わされてしまった。
テロ組織のF-5E戦闘機
ICBM迎撃に向かうポセイドン号にデータリング装置を渡そうとしていたYS-11を攻撃。ポセイドン号にもミサイルを発射したが脈流電磁波で防がれ、ポセイドン号のレーザー砲で爆破された。
ICBM タイタンII
テロ組織によってアメリカから発射された大陸間弾道弾で10メガトン級の水爆を搭載する。大気圏突入前にポセイドン号のレーザー砲で爆破させられる。
K国の戦闘機
レーザー砲を装備し難民の船を攻撃したが出力はポセイドンのものよりも小さい。

## 単行本
ほとんどが入手困難。
コミックス
- 創美社（集英社の子会社）・ジャンプスーパーコミックス（全2巻）
- 第1巻：初版1978年12月30日

本編以外に短編「夢の宝月」（少年ジャンプ1978年4月15日増刊号掲載）を所収
- 第2巻:初版1979年2月28日

本編以外に短編「からくり源内」（原作 寺島優、画 桝谷タケシ 少年ジャンプ1978年9月15日増刊号掲載）を所収